# Eric Garcia (cestista)
Eric Garcia (Aurora, 5 ottobre 1994) è un cestista statunitense.

## Palmarès
- Campionato svedese: 1

Södertälje: 2018-19